# Органон
Органон (грч. оруђе) је назив Аристотелових логичких списа, чиме се хтело означити да могу да послуже као „оруђе“ ваљаног и исправног мишљења. Назив Органон дали су Аристотеловој логици неки византијски истраживачи. Полазећи од противаристотеловских позиција (које су примарно супротстављене схоластичким интерпретацијама Аристотела), Френсис Бекон је хтео већ у наслову свог дела истаћи да је изнашао ново „оруђе“, па га је стога назвао Нови органон.